# Оскар Лопес (нікарагуанський футболіст)
Оскар Лопес (ісп. Oscar López, нар. 27 лютого 1992) — нікарагуанський футболіст, захисник клубу «Манагуа» та національної збірної Нікарагуа.

## Клубна кар'єра
У дорослому футболі дебютував 2013 року виступами за команду клубу «Реал Естелі», за який зіграв лише в одному матчі чемпіонату.
До складу клубу «Манагуа» приєднався 2014 року. Відтоді встиг відіграти за команду з Манагуа 76 матчів в національному чемпіонаті.

## Виступи за збірну
2015 року дебютував в офіційних матчах у складі національної збірної Нікарагуа. 
У складі збірної був учасником розіграшу Золотого кубка КОНКАКАФ 2017 року у США.
Наразі провів у формі головної команди країни 8 матчів.